# Cerco da Rua Sidney

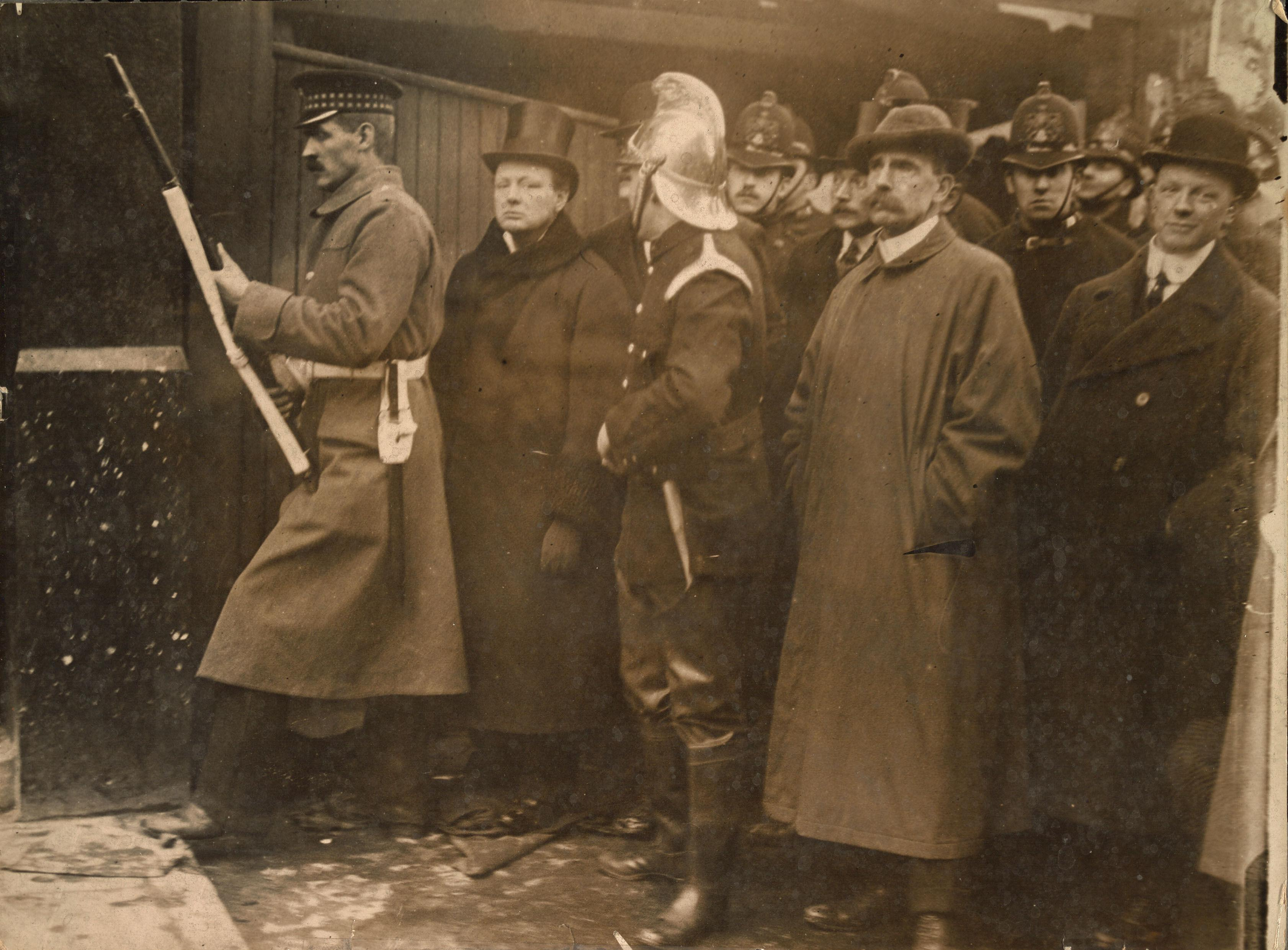
O então Ministro do Interior, Winston Churchill (segundo a partir da esquerda), no cerco.

O cerco da Rua Sidney ou Batalha de Stepney foi um confronto na área de East End da cidade de Londres, Inglaterra, entre uma força combinada da polícia e do exército e dois revolucionários letões. O cerco foi o culminar de uma série de eventos que começaram em dezembro de 1910, com uma tentativa de roubo de joias por uma gangue de imigrantes letões em Houndsditch, na cidade de Londres, resultando no assassinato de três policiais, no ferimento de outros dois e a morte de George Gardstein, líder da gangue letã.
Uma investigação das forças policiais metropolitanas e da cidade de Londres identificou os cúmplices de Gardstein — a maioria dos quais foram presos em duas semanas. A polícia foi informada de que os dois últimos membros da gangue estavam escondidos na 100 Sidney Street, em Stepney. A polícia evacuou os residentes locais e na manhã de 3 de janeiro, eclodiu um conflito. Armada com armas de qualidade inferior, a polícia procurou ajuda do Exército Britânico. O cerco durou cerca de seis horas. Perto do final do impasse, o prédio pegou fogo; nenhuma causa única foi identificada. Um dos agitadores do prédio foi baleado antes que o fogo se espalhasse. Enquanto o Corpo de Bombeiros de Londres removia as ruínas — onde encontraram os dois corpos dos membros — o prédio desabou, matando um bombeiro.
O cerco marcou a primeira vez que a polícia solicitou assistência militar em Londres para lidar com um impasse armado. Foi também o primeiro cerco na Grã-Bretanha a ser capturado pelas câmeras, já que os eventos foram filmados pela Pathé News. Algumas das filmagens incluíram imagens do Ministro do Interior, Winston Churchill. A sua presença causou uma disputa política sobre o nível do seu envolvimento operacional. No julgamento, em maio de 1911, dos presos pelo roubo de joias de Houndsditch, todos os acusados, exceto um, foram absolvidos; a condenação foi anulada em recurso. Os eventos foram adaptados no cinema, como The Man Who Knew Too Much (1934) e The Siege of Sidney Street (1960) — e em romances. No aniversário de 100 anos do evento, dois blocos de torres na Sidney Street foram nomeados em homenagem a Peter, o Pintor, um dos membros menores da gangue que provavelmente não estava presente, nem em Houndsditch, nem na rua Sidney. Os policiais assassinados e o bombeiro falecido foram homenageados com placas memoriais.

## Antecedentes

### Imigração e demografia em Londres

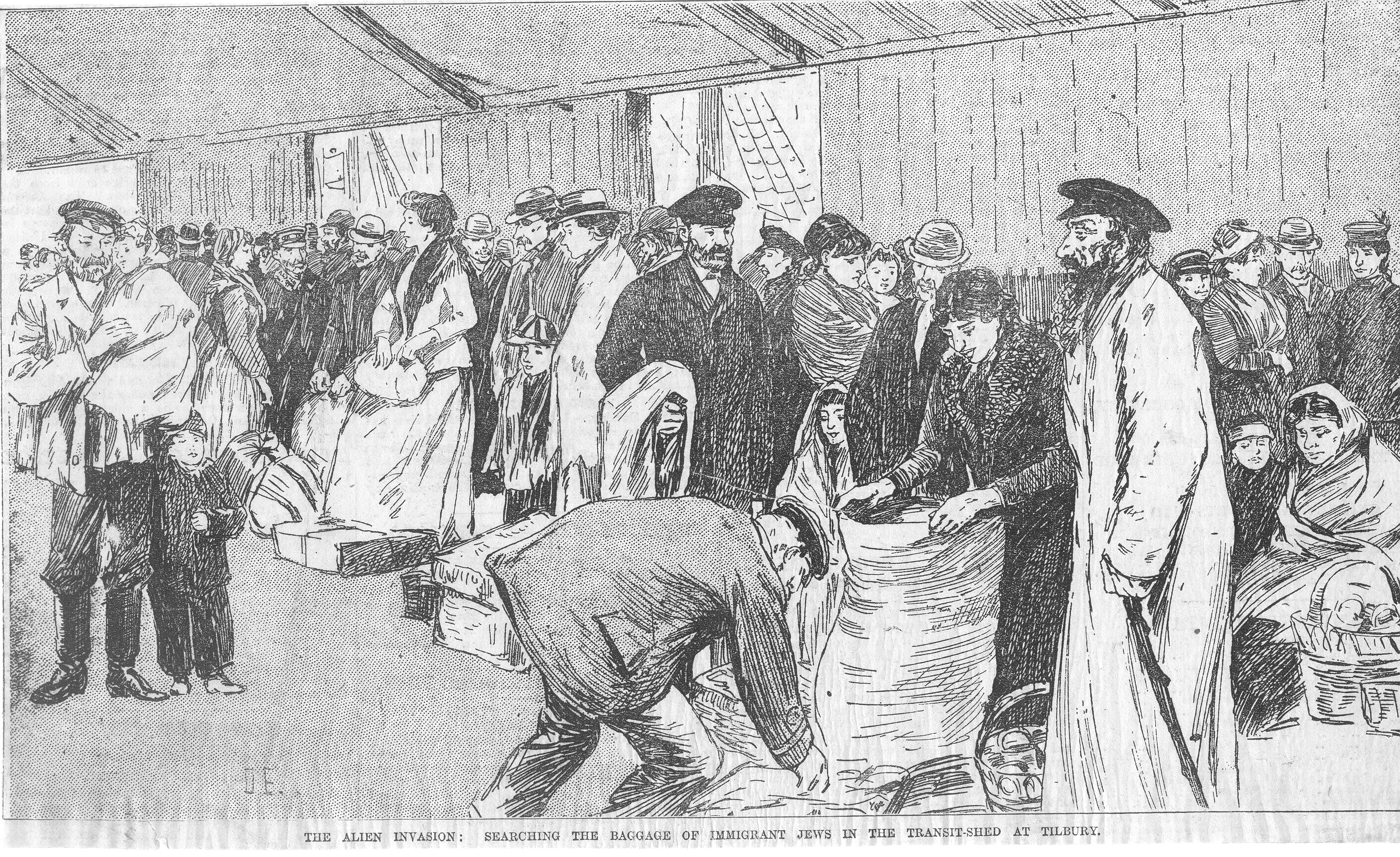
Judeus imigrantes em porto de Essex (c. 1891). Esta ilustração tem como legenda "A Invasão Alienígena".

No século XIX, o Império Russo era o lar de cerca de cinco milhões de judeus, a maior comunidade judaica da época. Sujeitos a perseguições religiosas e pogroms violentos, muitos emigraram e entre 1875 e 1914 cerca de 120 mil judeus migraram para o Reino Unido, principalmente na Inglaterra. O influxo atingiu o seu pico no final da década de 1890, quando um grande número de imigrantes judeus — na sua maioria pobres e semi-qualificados ou não qualificados — estabeleceram-se no East End de Londres. A concentração de imigrantes judeus em algumas áreas era de quase 100% da população, e um estudo realizado em 1900 mostrou que Houndsditch e Whitechapel foram ambos identificados como um "distrito intensamente judeu bem definido".
Alguns dos expatriados eram revolucionários, muitos dos quais não conseguiram adaptar-se à vida em Londres. O historiador britânico William J. Fishman descreve que "os anarquistas meschuggena (loucos) foram quase aceitos como parte da paisagem do East End"; os termos "socialista" e "anarquista" foram confundidos pela imprensa britânica, usando termos indistintamente para referir-se àqueles com crenças revolucionárias. Um artigo do The Times descreveu a área de Whitechapel como aquela que "abriga alguns dos piores anarquistas e criminosos alienígenas que procuram suas regiões hospitaleiras. E estes são os homens que usam a pistola e a faca."
A partir da virada do século, a guerra de gangues persistiu nas áreas de Whitechapel e Aldgate, Londres, entre grupos de bessarabianos e refugiados de Odessa, Ucrânia; várias facções revolucionárias estavam ativas na área. Um assalto em 23 de janeiro de 1909 por dois revolucionários judeus letões — Paul Helfeld e Jacob Lepidus — no distrito de Tottenham, zona Norte da cidade, presidiu em uma tentativa de roubar o salário dos trabalhadores da fábrica de borracha Schnurmann, deixando dois mortos e vinte feridos. O evento utilizou uma tática frequentemente utilizada por grupos revolucionários na Rússia: a expropriação ou roubo de propriedade privada para financiar atividades radicais.
O afluxo de emigrantes e o aumento da criminalidade violenta a ele associada suscitaram preocupações populares e comentários na imprensa. O governo aprovou a Lei de Estrangeiros de 1905 em uma tentativa de reduzir a imigração. A imprensa popular refletia as opiniões de muitos da época; um artigo publicado no The Manchester Evening Chronicle apoiou o projeto de lei para barrar "o estrangeirismo sujo, indigente, doente, verminoso e criminoso que se joga em nossa terra." O jornalista Robert Winder, em sua avaliação da migração para a Grã-Bretanha, opina que a Lei "deu sanção oficial a reflexos xenófobos que poderiam... ter permanecido adormecidos."